# Кашуэйра-ди-Пажеу
Кашуэйра-ди-Пажеу (порт. Cachoeira de Pajeú) — муниципалитет в Бразилии, входит в штат Минас-Жерайс. Составная часть мезорегиона Жекитиньонья. Входит в экономико-статистический  микрорегион Педра-Азул. Население составляет 8337 человек на 2006 год. Занимает площадь 673,761 км². Плотность населения — 12,4 чел./км².

## История
Город основан 30 августа 1963 года. 

## Статистика
- Валовой внутренний продукт на 2003 год составляет 26 264 249,00 реалов (данные: Бразильский институт географии и статистики).
- Валовой внутренний продукт на душу населения на 2003 год составляет 3118,16 реалов (данные: Бразильский институт географии и статистики).
- Индекс развития человеческого потенциала на 2000 год составляет 0,622 (данные: Программа развития ООН).